# Stefan Hausbrandt
Stefan Juliusz Hausbrandt (ur. 19 listopada 1896 w Warszawie, zm. 13 października 1971 tamże) – polski geodeta, profesor zwyczajny, profesor Politechniki Warszawskiej.

## Życiorys
Urodził się 19 listopada 1896 roku w Warszawie, w rodzinie Wiktora (1851–1904) i Jadwigi z Wernerów (1867–1945). Miał siostry Halinę (1890–1924) i Jadwigę (1892–1979) oraz brata Jana Teodora (1895–1940), zamordowanego w Katyniu. W Warszawie ukończył w 1922 roku Państwową Szkołę Mierniczą i rozpoczął pracę jako praktykant prowadząc m.in. prace geodezyjne związane ze scalaniem i podziałem gruntów oraz pomiarami osnowy geodezyjnej (triangulacja i poligonizacja). W 1925 roku uzyskał uprawnienia mierniczego przysięgłego i rozpoczął pracę na własny rachunek. W 1934 roku ukończył studia na Wydziale Inżynierii Politechniki Warszawskiej uzyskując tytuł inżyniera mierniczego. W 1939 roku rozpoczął pracę jako nauczyciel w Liceum Mierniczym w Warszawie, nauczając rachunku wyrównawczego i miernictwa. Zajęcia w szkole prowadził przez cały okres okupacji niemieckiej w czasie II wojny światowej.
Do roku 1950 pracował w Liceum, prowadził na Politechnice Warszawskiej zlecone wykłady z metod obliczeń geodezyjnych, a ponadto prowadził działalność naukową, publikując prace o zasadniczym znaczeniu dla rozwoju polskiej geodezji. W 1948 roku uzyskał stopień doktora nauk technicznych za pracę „Bezpośrednia interpolacja wielomianowa ze szczególnym uwzględnieniem funkcji dwóch argumentów ujętych krakowianowo”. Następnie został zatrudniony na stanowisku profesora na Politechnice Warszawskiej, gdzie od 1951 roku kierował Zakładem Rachunku Wyrównawczego i Metod Obliczeń Geodezyjnych w Katedrze Geodezji.
W roku 1954 Stefan Hausbrandt uzyskał tytuł profesora nadzwyczajnego i został kierownikiem Katedry Rachunku Wyrównawczego i Obliczeń Geodezyjnych na Wydziale Geodezji i Kartografii. Prowadził prace naukowe i wykłady w Wojskowej Akademii Technicznej, a także prace badawcze w Instytucie Geodezji i Kartografii w Warszawie. W roku 1955 otrzymał Nagrodę Państwową III stopnia „za oryginalne i przydatne w praktyce geodezyjnej opracowania naukowe z dziedziny obliczeń geodezyjnych”. Należał do Związku Mierniczych Rzeczypospolitej Polskiej, a po II wojnie światowej do Stowarzyszenia Geodetów Polskich, którego w 1967 roku został Członkiem Honorowym.
W roku 1962 uzyskał tytuł profesora zwyczajnego. Przeszedł na emeryturę w roku 1967.
Był żonaty z Marią (1896–1971). 
Zmarł 13 października 1971 roku w Warszawie, pochowany na cmentarzu ewangelicko-augsburskim (sektor AL13-1-33).

## Dorobek naukowy i publikacje
Dorobek naukowy Stefana Hausbrandta to około 50 prac głównie z zakresu metod obliczeń geodezyjnych. Jego główne dzieło to „Rachunek wyrównawczy i obliczenia geodezyjne” publikowane w latach 1970–1971. Badania prowadzone przez Hausbrandta były pionierskie, a ich wyniki powszechnie stosowane w polskiej geodezji. W dziedzinie rachunku wyrównawczego był propagatorem algebry krakowianowej w geodezji. Stworzył symbole pomocnicze w rachunkach geodezyjnych, zwanymi od jego nazwiska, formami rachunkowymi Hausbrandta, które uprościły obliczenia geodezyjne. Jego publikacja z roku 1956, o sposobie wyrównania sieci kątowo-liniowych metodą najmniejszych kwadratów, została podstawą naukową do wyrównania części polskiej sieci triangulacyjnej. Napisane przez niego prace traktowały o zakładaniu, wyrównywaniu i ocenie dokładności osnów geodezyjnych, transformacji współrzędnych oraz dotyczyły teorii błędów pomiarów geodezyjnych.
Główne publikacje:
- „Rachunki geodezyjne” (1953)[8]
- „Rachunek wyrównawczy i obliczenia geodezyjne” t. 1–2 (1970–1971)[1][2][3][8]

Przed II wojną światową pracował w komitecie redakcyjnym „Przeglądu Mierniczego”, gdzie opublikował swój pierwszy artykuł o obliczeniu wcięcia w przód za pomocą arytmometru (1939), w latach 1947–1949 zasiadał w kolegium redakcyjnym „Przeglądu Geodezyjnego”, a w od 1950 do 1957 roku był członkiem komisji oświatowo-szkoleniowej Związku Mierniczych RP.

## Ordery i odznaczenia
- Złoty Krzyż Zasługi (29 września 1955)[10]
- Medal 10-lecia Polski Ludowej (19 stycznia 1955)[11]

## Upamiętnienie
Imieniem Stefana Hausbrandta zostały nazwane ulice w Gdańsku i Częstochowie.